# Ширак (Шарант)
Ширак (фр. Chirac) насеље је и општина у западној Француској у региону Поату-Шарант, у департману Шарант која припада префектури Конфолан.
По подацима из 2011. године у општини је живело 744 становника, а густина насељености је износила 21,67 становника/km². Општина се простире на површини од 34,33 km². Налази се на средњој надморској висини од 336 метара (максималној 263 m, а минималној 133 m).

## Демографија
| 1962. | 1968. | 1975. | 1982. | 1990. | 1999. | 2011. |
| ----- | ----- | ----- | ----- | ----- | ----- | ----- |
| 691   | 697   | 692   | 730   | 767   | 732   | 744   |

График промене броја становника у току последњих година